# June Constance Howden
June Constance Howden (Hamilton, 2 de julho de 1918 – 9 de junho de 2007) foi uma piloto neozelandesa. 
Durante a Segunda Guerra Mundial, June foi uma das cinco mulheres neozelandesas a se alistar na Air Transport Auxiliary (ATA), uma organização civil britânica criada durante a Segunda Guerra e sediada em White Waltham Airfield que transportava aeronaves militares novas, consertadas e danificadas entre bases aéreas no continente e no litoral, ferros velhos e guarnições de conserto.

## Biografia
June nasceu em 1918, em Hamilton. Era filha de Charles Ernest Howden, médico, e Grace Minone Howden. Estudou na Waikato Diocesan School, um colégio só para moças, em Hamilton, onde começou a estudar aviação. No ano em que se formou, June ganhou uma bolsa de estudos do The New Zealand Herald para estudar pilotagem. Em 1936, obteve sua licença para pilotar.

## Carreira
Com a eclosão da Segunda Guerra Mundial, June se alistou no Women's Auxiliary Air Force, onde foi designada como aviadora de nível dois em uma escola de treinamento em Woodbourne. Em 11 de outubro de 1943, ela embarcou para a Austrália, depois seguiu para Liverpool, chegando na cidade em 27 de novembro, onde se juntou ao Air Transport Auxiliary.
June voou em 22 diferentes aviões, incluindo Spitfires, Fireflies, Barracudas e Mustangs. June voou por toda a Grã-Bretanha, transportando pacotes de cartas, ordens e suprimentos médicos, além de transportas aeronaves danificadas e consertadas entre fábricas e esquadrões.
Depois de servir por dois anos na ATA, na Grã-Bretanha, June retornou à Nova Zelândia, em janeiro de 1946. Em seu país, ela obteve uma licença de voo comercial e trabalhou para o aeroclube de Waikato por seis anos, onde conheceu seu futuro marido, o piloto de bombardeio Robert William Gummer, que serviu a Força Aérea Real da Nova Zelândia no Pacífico, durante a Segunda Guerra. O casal teve três filhos, sendo um menino e duas meninas.

## Morte
Jane morreu em 9 de junho de 2007, aos 88 anos, deixando marido e filhos.